# Boeing 777X
Boeing 777X — нова серія з сімейства Boeing 777, що на цей час знаходиться в розробці. 777X існуватиме у двох варіантах: 777-8 та 777-9. 777X представить нові двигуни General Electric GE9X, нові композитні крила та низку інших технологій з Boeing 787. Дана модель конкуруватиме з Airbus A350.

## Розробка

### Вивчення попиту на 777X
У вересні 2011 р. Boeing представив детальний пресреліз на пропоновані нові версії 777, з можливими назвами специфікацій 777-8X/9X та назвою серії 777X. 777-9X представить збільшені порівняно з −300ER горизонтальні стабілізатори та збільшену на 2 м довжину фюзеляжу (до 76,5 м), що дозволить розмістити 407 пасажирів.

## Програма 777X
У травні 2013 р. Рада директорів Boeing надала права комерційної оферти підрозділу з розробки цивільної авіації Boeing Commercial Airplanes. 18 вересня 2013 р. наглядова Рада компанії Lufthansa погодилась замовити 34 одиниці Boeing 777-9 на заміну парку 747–400. Одночасно у Boeing повідомили про запуск програми 777X в кінці 2013 р. У жовтні 2013 р. Boeing анонсував, що його виробничі потужності в США (Charleston, Huntsville, Long Beach, Philadelphia та St. Louis), а також в Москві, надалі братимуть участь в розробці 777X.
У березні 2018 року компанія GE Aviation провела перші льотні випробування нового двигуна GE9X для літака. Діаметр його повітрозабірника 4,5 м, ступінь двоконтурності 10:1, що дозволить літаку бути набагато економічнішим, ніж інші подібні літаки.

## Перший політ
Перший випробувальний політ моделі Boeing 777Х відбувся 25 січня 2020 року .

## Характеристики
| Модель                         | 777-8                                          | 777-9                                          |
| ------------------------------ | ---------------------------------------------- | ---------------------------------------------- |
| Екіпаж                         | Двоє                                           | Двоє                                           |
| 2-класне компонув.             | 365                                            | 414 (42J + 372Y)                               |
| 3-класне компонув.             |                                                | 349 (8F + 49J + 292Y)                          |
| Нижня палуба LD-3              |                                                | 48: 26 fwd + 22 aft                            |
| Довжина                        | 229 ft 0 in (69.8 m)                           | 251 ft 9 in (76.7 m)                           |
| Розмах нескладених крил        | 235 ft 5 in (71.8 m)                           | 235 ft 5 in (71.8 m)                           |
| Розмах зі складеними крильми   | 212 ft 9 in (64.8 m)                           | 212 ft 9 in (64.8 m)                           |
| Площа крил                     | 5 025 фут2 (466,8 м2)                          | 5 025 фут2 (466,8 м2)                          |
| Коефіцієнт                     | 11.04                                          | 11.04                                          |
| Висота кіля                    | 64 ft 0 in (19.5 m)                            | 64 ft 7 in (19.7 m)                            |
| Ширина кабіни                  | 19,6 фут (5,96 м)                              | 19,6 фут (5,96 м)                              |
| Ширина крісла                  | 18 дюйм (45,7 см) в 10-місних рядах економ     | 18 дюйм (45,7 см) в 10-місних рядах економ     |
| Ширина фюзеляжу                | 20 фут 4 дюйм (6,20 м) (аналогічно Boeing 777) | 20 фут 4 дюйм (6,20 м) (аналогічно Boeing 777) |
| Макс. об'єм вантажного відсіку |                                                | 8 131 фут3 (230,2 м3)                          |
| МЗМ                            | 775,000 lb (351,534 kg)                        | 775,000 lb (351,534 kg)                        |
| МПМ                            |                                                | 587,000 фунт (266,259 кг)                      |
| МНПМ                           |                                                | 562,000 фунт (254,919 кг)                      |
| Місткість пального             |                                                | 52 300 гал. США (197 977 л)                    |
| Робоча відстань                | 8,700 миль / 16,110 км                         | 7,600 миль / 14,075 км                         |
| Двигун (×2)                    | General Electric GE9X-105B1A                   | General Electric GE9X-105B1A                   |
| Тяга (×2)                      | 470 кН                                         | 470 кН                                         |